# Gromniccy z Omelan herbu Prawdzic
Gromniccy – polska rodzina szlachecka i ziemiańska pieczętująca się herbem Prawdzic.

## Dzieje rodu

Herb Prawdzic

Rodzina Gromnickich jest gałęzią średniowiecznego rodu rycerskiego Prawdziców wywodzącego się z Mazowsza. Przedstawiciele tego rodu w XIV–XVI wieku odgrywali ważną rolę polityczną na terenie Mazowsza, piastując wysokie urzędy kościelne i świeckie (m.in. biskupów, kasztelanów i wojewodów płockich). Powszechnie przyjmuje się, że z rodu Prawdziców wywodziła się pierwsza żona księcia Władysława Hermana, matka Zbigniewa. Gromniccy prawdopodobnie pochodzą z Gramnic w powiecie warszawskim, której właścicielem był w 1580 r. Adam Gromnicki, dworzanin księcia Bolesława V. Podobnie jak wiele innych rodów mazowieckich, przedstawiciele rodziny Gromnickich przenieśli się na południe, do włączonego w skład Korony województwa wołyńskiego. Tam Grzegorz Gromnicki poślubił w 1634 Zuzannę Hurko herbu własnego, dziedziczkę Omelan. Omelany, a właściwie Omelno, stały się nowym gniazdem tej części rodu Gromnickich i odtąd potomkowie Grzegorza pisali się „z Omelan”. Syn Grzegorza – Mikołaj Gromnicki – chorąży nowogrodzki, z małżeństwa z Aleksandrą Popiel, pozostawił trzech synów, od których wywodzą się główne gałęzie Gromnickich z Omelan. W wyniku rozbiorów potomkowie po Janie i Michale zamieszkiwali tereny Cesarstwa Austrii, natomiast Floriana – w Cesarstwie Rosyjskim.

## Majątki Gromnickich z Omelan

### Linia kijowska po Florianie
Głównym gniazdem tej linii stała się Wachnówka, której ostatnim właścicielem był Kazimierz Gromnicki. Kazimierz Gromnicki poślubił Zofię Zdziechowską i ich wspólny majątek w guberni grodzieńskiej i kijowskiej obejmował prawie 5000 ha ziemi. Brat Kazimierza Jan Paweł Gromnicki nabył średniej wielkości majątek Hołubecze w guberni podolskiej. Jego żona Helena z Tokarzewskich-Karaszewiczów odziedziczyła zaś majątek Luszniewata o powierzchni 1734,8 ha.  Łącznie przedstawiciele linii kijowskiej Gromnickich w zaborze rosyjskim w XIX wieku posiadali ok. 7000 ha ziemi. Wszystkie te ziemie zostały bezpowrotnie utracone podczas rewolucji październikowej.

#### Wachnówka

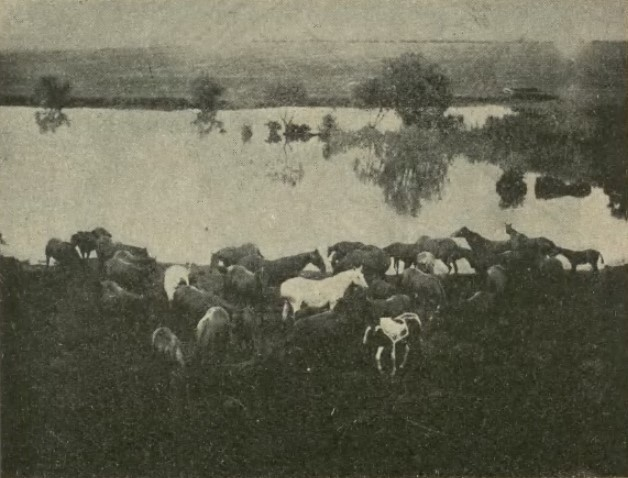
Stado wachnowieckie na pastwisku

Miejscowość położona w powiecie berdyczowskim. W 1861 przed uwłaszczeniem Piotr Gromnicki, marszałek berdyczowski, posiadał w Wachnówce ok. 433 ha ziemi. Przed śmiercią zdołał powiększyć majątek do 1348 ha. Pod koniec XIX wieku jego syn Kazimierz założył w Wachnówce stadninę anglo-arabską. Wachnówka była własnością Kazimierza i Zofii ze  Zdziechowskich Gromnickich do wybuchu rewolucji październikowej.

#### Hołubecze
Miejscowość położona w powiecie olhopolskim nabyta przez Jana Gromnickiego na początku XX wieku. Był to średniej wielkości majątek liczący 682,8 ha, położony tuż obok Krzyżopola i biegnącej tam linii kolejowej odesko-kijowskiej. W Hołubeczu Gromniccy wybudowali parterowy murowany dwór. Hołubecze było własnością Jana i Heleny z Tokarzewskich-Karaszewiczów Gromnickich do wybuchu rewolucji październikowej.

### Linia galicyjska po Janie
Jan Gromnicki, podczaszy lwowski, miał trzech synów: Andrzeja, cześnika bracławskiego, Ludwika, komornika granicznego sochaczewskiego, oraz Józefa – wicegerenta grodzkiego lwowskiego.
Syn Andrzeja Józef, ożeniony z Elżbietą Osmólską, był dziedzicem Komorowa, Morszyna i Dołhego. W posagu żona wniosła majątek Niesłuchów. Ich córka Antonina poślubiła Andrzeja hr. Dzieduszyckiego, wnosząc w posagu Niesłuchów i Rzepniów. Andrzej hr. Dzieduszycki wybudował w Niesłuchowie klasycystyczny dwór, który stał się ważnym ośrodkiem rodziny Dzieduszyckich. Kolejny syn Andrzeja Stanisław był dziedzicem m.in. części Kijowca i Stankowa.
Syn Józefa Gromnickiego, wicegerenta grodzkiego lwowskiego, Tadeusz był dziedzicem Skoryk. Poślubił Anielę hr. Dzieduszycką, a majątek po jego śmierci przeszedł na żonę, która powtórnie wyszła za Erazma Truszkowskiego. Jego brat Jan Tadeusz Gromnicki był właścicielem majątku, w którego skład wchodziły m.in.: Laskowce, Łowczyce, Kijowiec Derzów, Podusilny i Baczów. Jego małżonka Julia hr. Dzieduszycka wniosła w posagu dobra Jabłonów i Suchostaw. Jan Tadeusz i Julia Gromniccy mieli piątkę dzieci, w tym synowie Konstanty, Maurycy i Józef zmarli bezpotomnie. Córka Franciszka poślubiła Karola hr. Łosia wnosząc w posagu dobra Łowczyce. Druga córka Julia wyszła za Józefa hr. Starzeńskiego. Józef Gromnicki, wobec braku potomków, zapisał dobra Laskowce Janowi Duklanowi Gromnickiemu, który był potomkiem Andrzeja. W ten sposób znaczne dobra Gromnickich z tej linii galicyjskiej z powodu braku męskich potomków zasiliły majątki innych rodów galicyjskich.
Ostatecznie na przełomie XIX i XX wieku w rękach Jana Duklana Gromnickiego, a następnie jego syna Jana i Ewy ze Skałkowskich, pozostał majątek Laskowce. Jego brat Stanisław był właścicielem majątku Oleksińce.

#### Łowczyce

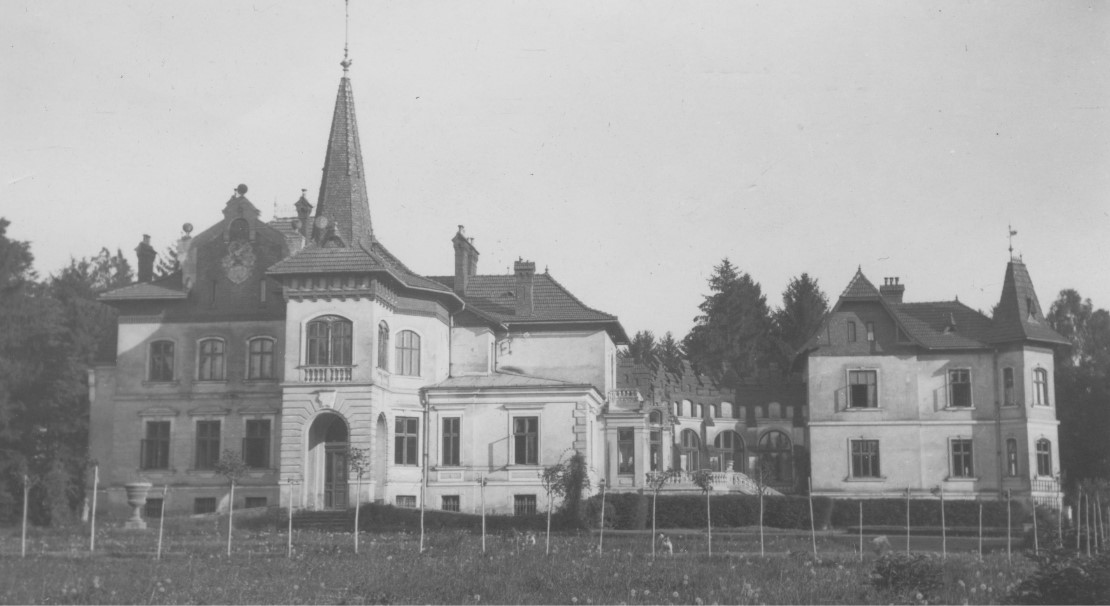
Pałac w Łowczycach

Wieś Łowczyce była w rodzinie Gromnickich od połowy XVIII wieku. Po Józefie i Franciszce z Sasuliczów objął ją syn Jan Tadeusz Gromnicki. Następnie jego córka Franciszka wniosła Łowczyce w posagu wychodząc za Karola hr. Łosia. Prawdopodobnie Karol i Franciszka całkowicie przebudowali majątek lub też dokończyli budowę rozpoczętą przez Jana Tadeusza Gromnickiego. Później Łowczyce odziedziczył syn Bronisław hr. Łoś, a po nim jego żona Zofia hr. Gołuchowska, która powtórnie wyszła za Henryka hr. Starzeńskiego.

#### Laskowce (Łaskowce)

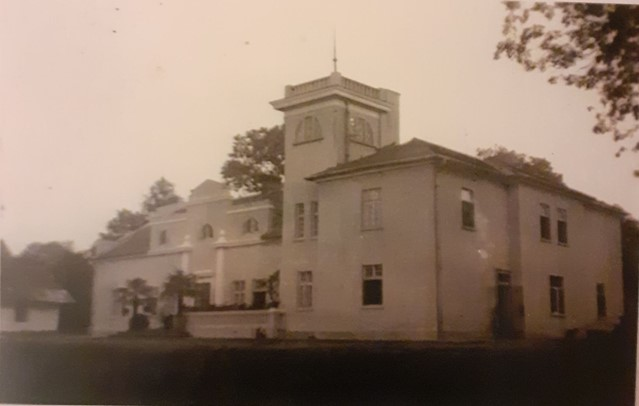
Dwór w Laskowcach

Majątek Laskowce został prawdopodobnie nabyty przez Jana Tadeusza Gromnickiego. Po nim Laskowce odziedziczył syn Józef, który jako bezdzietny, zapisał je Janowi Duklanowi Gromnickiemu. Majątek obejmował ok. 1800 ha ziemi. Do 1920 w Laskowcach stał stary klasycystyczny murowany parterowy dwór. Ucierpiał on podczas I wojny światowej i został na początku okresu międzywojennego gruntownie przebudowany. Po śmierci Jana Gromnickiego Laskowce przeszły na jego starszego syna Jana. Majątek wraz z dworem był własnością Jana i Ewy ze Skałkowskich Gromnickich do wybuchu II wojny światowej.

#### Oleksińce

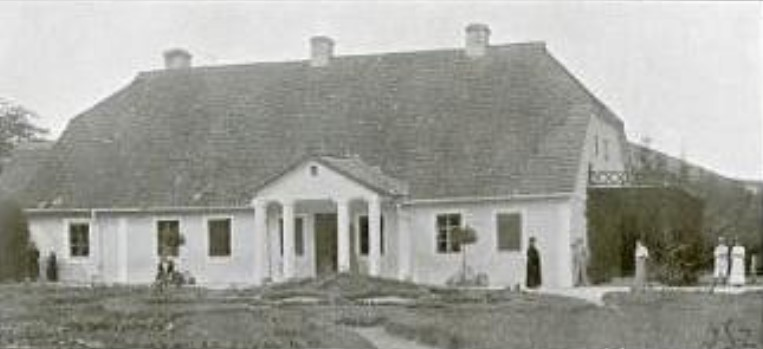
Dwór Gromnickich w Oleksińcach

Majątek położony w powiecie borszczowskim należał do Stanisława i Marii z Madurowiczów Gromnickich. Majątek obejmował 1163 ha ziemi. Staropolski dwór wybudowany jeszcze przez Melbanowskich został spalony w marcu 1915 r. Odbudowany w 1925 przez syna Stanisława – Antoniego Gromnickiego w skromniejszej wersji. Ostatnimi właścicielami byli Antoni i Wanda z Pielów Gromniccy. Majątek został zagrabiony przez Sowietów w 1939.

#### Willa Gromnickich w Podwołoczyskach

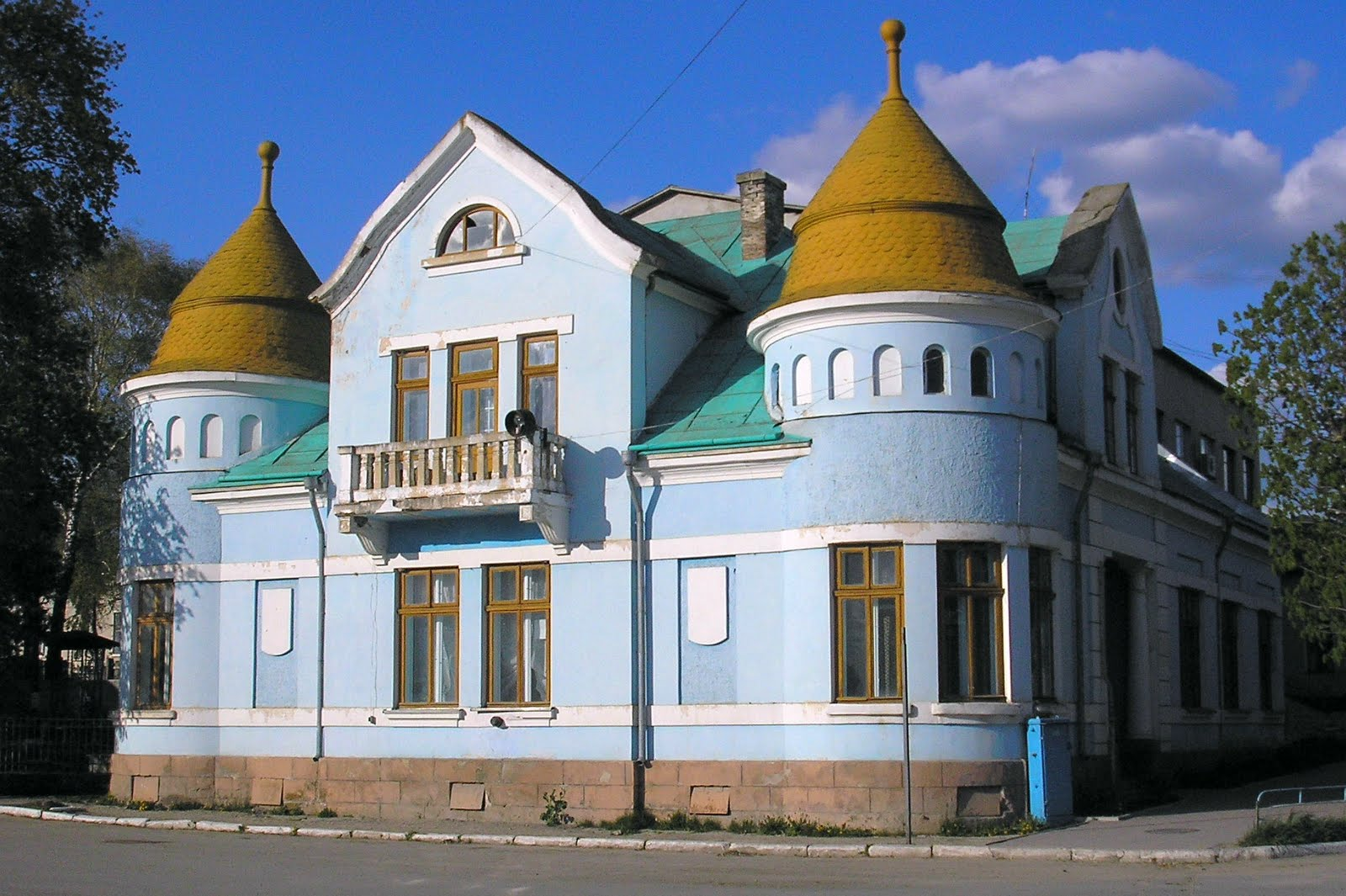
Willa Gromnickich w Podwołoczyskach widok współczesny

Willa wybudowana na początku XX wieku w centrum Podwołoczysk przez Feliksa Gromnickiego. W 1919 odbyło się tam spotkanie pomiędzy Symonem Petlurą a dowództwem ukraińskiej armii galicyjskiej. Ostatnimi właścicielami willi byli Feliks i Franciszka ze Schmidtów Gromniccy. Feliks Gromnicki wykonywał w Podwołoczyskach zawód adwokata.

## Przedstawiciele rodu
- Jan Tadeusz Gromnicki (1775–1833) – podczaszy bracławski, marszałek powiatu trembowelskiego, członek Stanów Galicyjskich, ziemianin
- Julia z Dzieduszyckich Gromnicka (1782-1851) – dama Orderu Krzyża Giaździstego
- Stanisław Gromnicki (1843–1921) – polski ksiądz prałat, kaznodzieja, proboszcz w Buczaczu
- Tadeusz Gromnicki (1851–1939) – polski naukowiec i ksiądz, teolog, historyk Kościoła i prawa kanonicznego, rektor Uniwersytetu Jagiellońskiego
- Jan Duklan Gromnicki (1860-1919) – konserwatywny polityk galicyjski, poseł na Sejm Krajowy Galicji
- Feliks Gromnicki (1860-?) – adwokat
- Kazimierz Gromnicki (1863-1931) – ziemianin, właściciel stadniny anglo-arabskiej w Wachnówce, wiceprezes Towarzystwa Wyścigów Konnych w Kijowie
- Jan Paweł Gromnicki (1872–1956) – radca tytularny, ułan 14 pułku ułanów jazłowieckich, sędzia, ziemianin
- Julian Gromnicki (1897–1920) – student, plutonowy ułan-ochotnik w Małopolskich Oddziałach Armii Ochotniczej, kawaler orderu Virtuti Militari
- Stefan Marian Gromnicki (1900–1941) – oficer kawalerii Wojska Polskiego, właściciel stajni wyścigowej

## Powinowaci
- Bronisław Łoś (1841–1880) – poseł na Sejm Krajowy Galicji, starosta stanisławowski
- Leopold Eugeniusz Starzeński (1835–1904) – pisarz dramatyczny
- Kazimierz Adam Dzieduszycki (1812–1885) – poseł na Sejm Krajowy Galicji, poseł do Rady Państwa